# Віковий дуб черешчатий (пам'ятка природи)
Віковий дуб черешчатий — ботанічна пам'ятка природи місцевого значення, що розміщена на теренах Борівської сільської ради Макарівського району Київської області. Розташовується в межах Ніжиловицького лісництва ДП «Макарівське лісове господарство» — квартал 38, виділ 3 прямо навпроти входу до лісництва, у 100 м від дороги О-101410.
Оголошено рішенням виконавчого комітету Київської обласної ради від 28 лютого 1972 р. № 118, рішенням виконавчого комітету
Київської обласної ради народних депутатів від 18 грудня 1984 р. № 441.
Під охороною дуб віком близько 200 років, висотою понад 24 м, насіннєвого походження з добре розвиненою кроною.Обхват 3,01 м. З північного заходу стовбур має пошкодження.

## Галерея

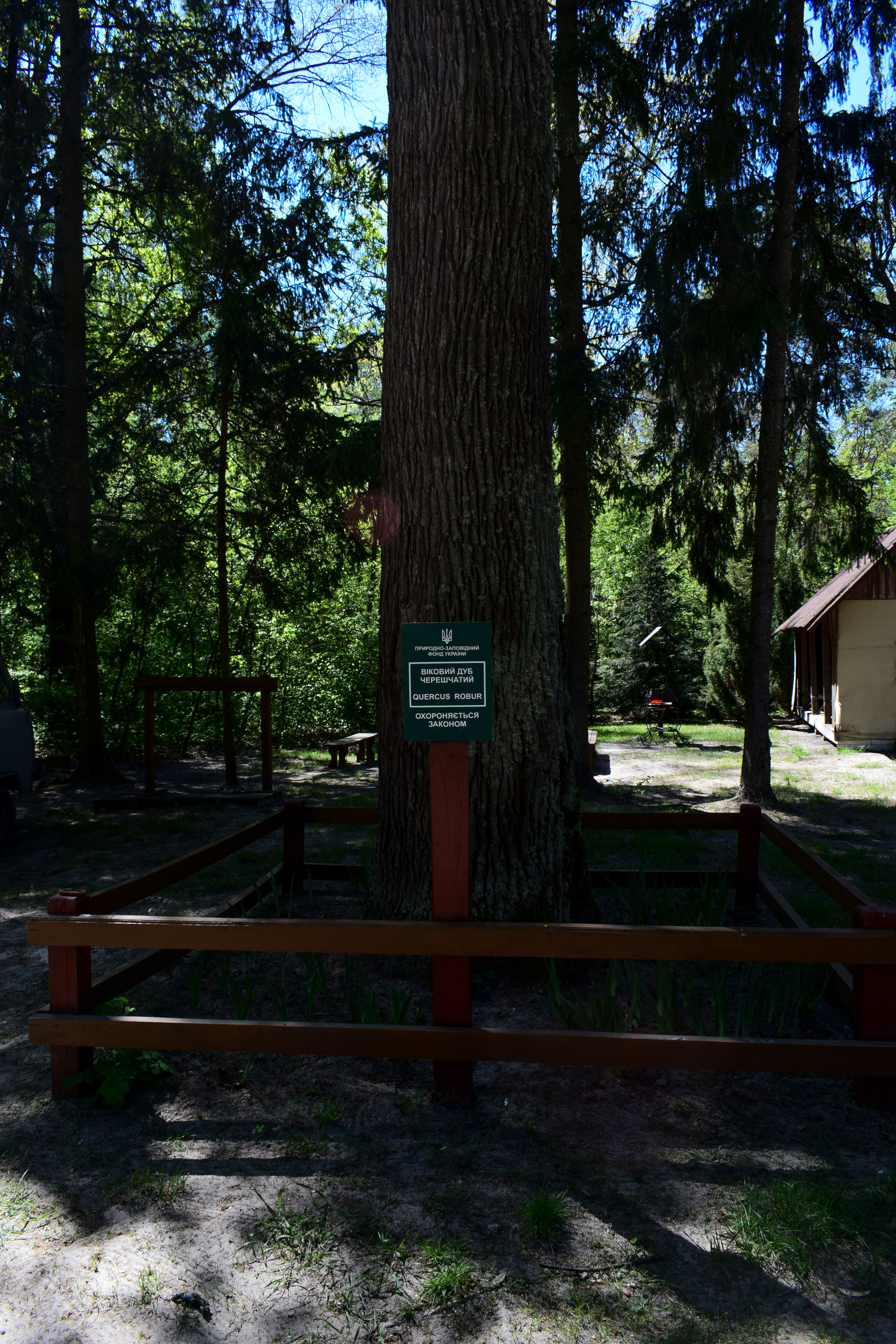
Табличка
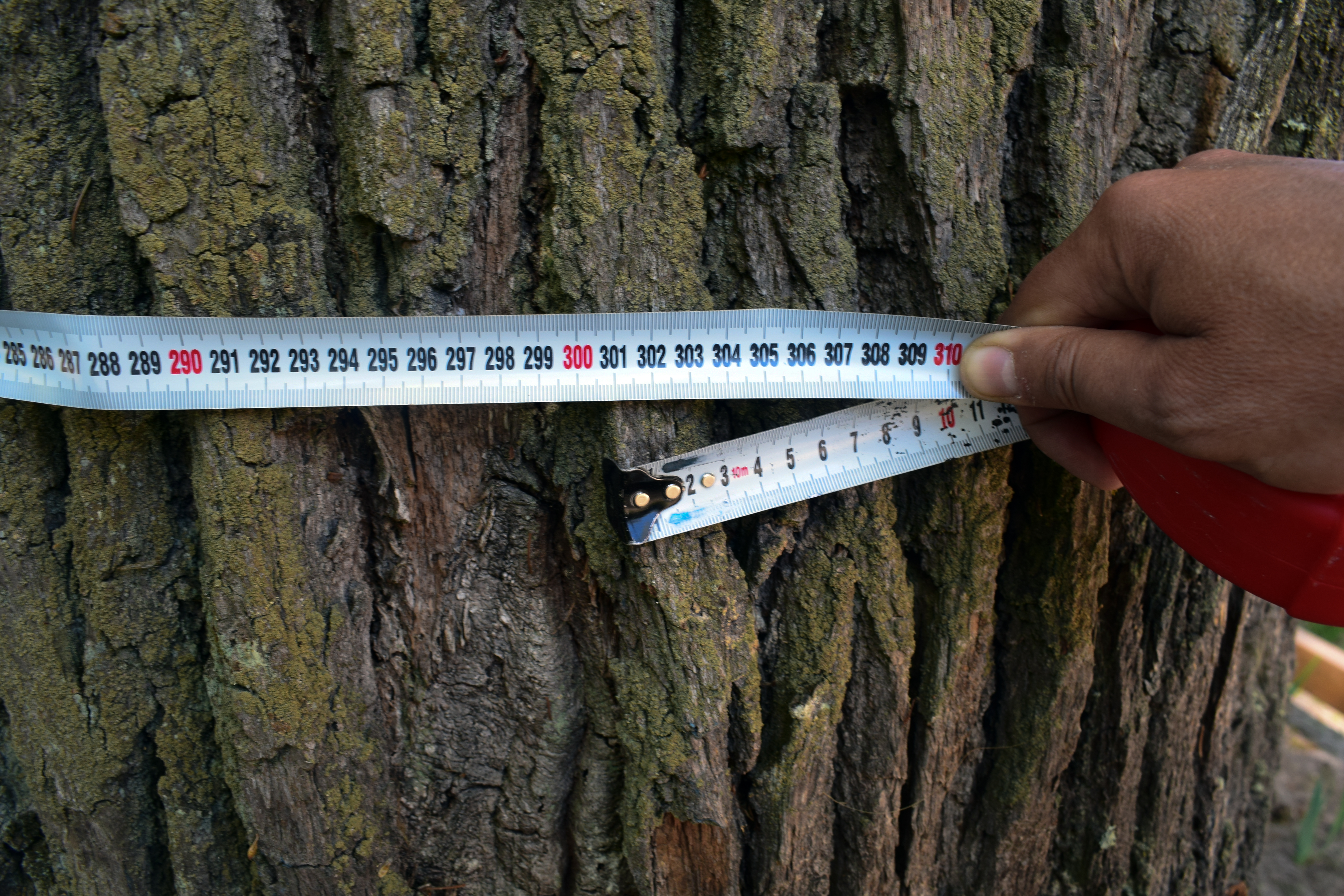
Обхват
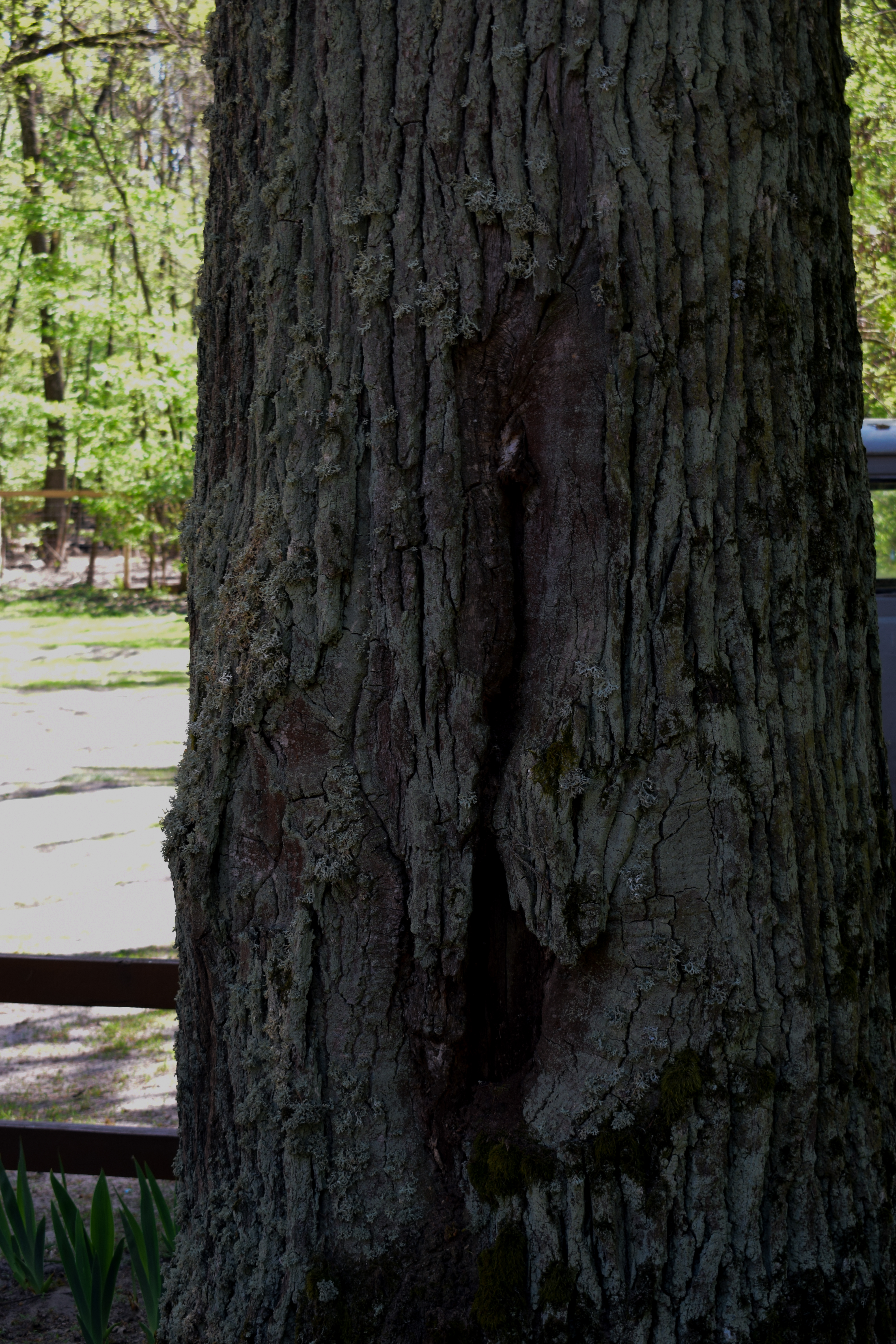
Пошкодження стовбура